# Mesnil-Saint-Loup
Mesnil-Saint-Loup é uma comuna francesa na região administrativa de Grande Leste, no departamento de Aube. Estende-se por uma área de 11,4 km². Em 2010 a comuna tinha 624 habitantes (densidade: 54,7 hab./km²).